# Anton Dichtel

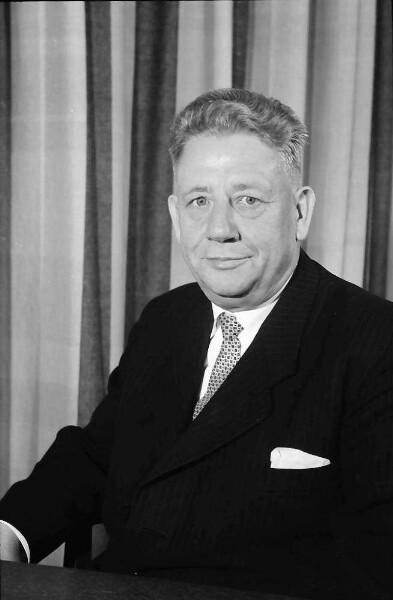
Anton Dichtel (1958)

Anton Dichtel (* 18. September 1901 in Brilon; † 29. April 1978 in Freiburg im Breisgau) war ein deutscher Politiker (zunächst Zentrumspartei, später CDU).

## Leben
Dichtel besuchte in Brilon die Schule und war danach als Gewerkschaftssekretär tätig. Nach dem Ersten Weltkrieg arbeitete er in Halle (Saale) und Magdeburg und ab 1925 in Freiburg im Breisgau.
Seit Ende der 1920er Jahre engagierte sich Dichtel auch politisch. Er gehörte dem Vorstand der Zentrumspartei an und war für diese Partei auch Mitglied im Gemeinderat der Stadt Freiburg im Breisgau. Im Dritten Reich verlor er seine Ämter, war zeitweilig verhaftet und arbeitete danach in der Lebensmittelbranche.
Nach dem Zweiten Weltkrieg war Dichtel Gründungsmitglied der CDU, für die er wieder in den Gemeinderat in Freiburg einzog, später gehörte er auch dem Bundesvorstand seiner Partei an. 1946 war Dichtel im Staatssekretariat Wohleb kurzzeitig Staatskommissar für Ernährung in Südbaden. Er wurde auch in den Landtag des bis 1952 bestehenden Landes Baden gewählt, wo er den CDU-Fraktionsvorsitz innehatte. Nach Bildung des Landes Baden-Württemberg gehörte Dichtel ab 1953 als Staatsrat mit Stimmrecht den Kabinetten unter Ministerpräsident Gebhard Müller an. Am 6. Mai 1958 schied er aus diesem Amt aus, weil er zum Regierungspräsidenten des Regierungsbezirks Südbaden ernannt wurde. Sein Nachfolger als Staatsrat im Kabinett Müller wurde Hans Filbinger. Bereits am 1. Oktober 1957 hatte Dichtel auf sein Mandat als Abgeordneter im Landtag von Baden-Württemberg verzichtet, das er seit der Landtagswahl 1956 für den Wahlkreis Offenburg innehatte. Er blieb aber weiterhin Vorsitzender der CDU in Südbaden, bis er auch dieses Amt 1966 niederlegte. In seiner Zeit als Regierungspräsident knüpfte u. a. erste politische Nachkriegskontakte ins Elsass mit dem damaligen Oberbürgermeister von Colmar, Joseph Rey, der mit ihm zusammen in Freiburg unter den Nationalsozialisten im Gefängnis gesessen hatte. Seine Amtszeit als Regierungspräsident endete 1967. Danach zog sich Dichtel aus der aktiven Politik zurück. Er war aber noch Anfang der 1970er Jahre gutachterlich in Sachen Kreisreform in Baden-Württemberg tätig. Der badische Landtag hatte ihn 1949 zum Mitglied der ersten Bundesversammlung gewählt. 1959, 1964 und 1969 wurde er vom baden-württembergischen Landtag erneut in die Bundesversammlung entsandt.

## Ehrungen
1952 wurde Dichtel mit dem Steckkreuz des Verdienstordens der Bundesrepublik Deutschland, 1958 mit dem Großen Verdienstkreuz mit Stern und 1967 mit dem Großen Verdienstkreuz mit Stern und Schulterband ausgezeichnet, 1967 mit dem „Hebeldank“ des Hebelbundes Lörrach und 1969 mit der Johann-Peter-Hebel-Plakette. 1975 erhielt er die Verdienstmedaille des Landes Baden-Württemberg. 1971 wurde er Ehrenbürger der Stadt Freiburg im Breisgau, 1967 von Bad Krozingen, 1968 von Bernau und 1969 von (Bad) Bellingen. Er war ferner Ehrensenator der Universität Freiburg.
1965 wurde er von Kardinal-Großmeister Eugène Kardinal Tisserant zum Ritter des Ritterordens vom Heiligen Grab zu Jerusalem ernannt und am 2. Juni 1965 in Rom investiert. Er war zuletzt Offizier des Ordens.